# Israel Jiménez
Israel Sabdi Jiménez Nañez (Monterrey, 13 augustus 1989) is een Mexicaans voormalig voetballer die doorgaans speelde als rechtsback. Tussen 2008 en 2021 was hij actief voor Club Tigres, Club Tijuana, Juárez en Mazatlán. Jiménez maakte in 2012 zijn debuut in het Mexicaans voetbalelftal en kwam uiteindelijk tot tien interlandoptredens.

## Clubcarrière
Jiménez speelde tussen 2006 en 2008 in de jeugdopleiding van Club Tigres. Op 26 juli 2008 debuteerde de vleugelverdediger in het eerste elftal in de Liga MX, toen met 0–0 gelijkgespeeld werd tegen Pachuca. Naarmate de seizoenen vorderden speelde de rechtsback steeds vaker en in het seizoen 2011/12 scoorde hij zelfs drie doelpunten. In het seizoen 2013/14 kwam Jiménez echter maar tot drie competitieduels en hierop besloot de clubleiding hem in de zomer van 2014 voor één jaar te verhuren aan Club Tijuana. In het seizoen 2015/16 keerde Jiménez terug bij Tigres, waar hij weer kon rekenen op een plaats in het basiselftal. Het seizoen 2019/20 bracht de verdediger opnieuw op huurbasis door, nu bij Juárez. Na afloop van deze verhuurperiode mocht hij Tigres definitief verlaten. Mazatlán nam hem over en gaf hem een contract voor een seizoen. Na dit jaar besloot Jiménez op tweeëndertigjarige leeftijd een punt achter zijn actieve loopbaan te zetten.

## Clubstatistieken
| Seizoen | Club           | Competitie | Competitie | Competitie | Beker | Beker | Internationaal | Internationaal | Totaal | Totaal |
| Seizoen | Club           | Competitie | Wed.       | Dlp.       | Wed.  | Dlp.  | Wed.           | Dlp.           | Wed.   | Dlp.   |
| ------- | -------------- | ---------- | ---------- | ---------- | ----- | ----- | -------------- | -------------- | ------ | ------ |
| 2008/09 | Club Tigres    | Liga MX    | 1          | 0          | —     | —     | —              | —              | 1      | 0      |
| 2009/10 | Club Tigres    | Liga MX    | 10         | 0          | —     | —     | 2              | 0              | 12     | 0      |
| 2010/11 | Club Tigres    | Liga MX    | 35         | 0          | —     | —     | —              | —              | 35     | 0      |
| 2011/12 | Club Tigres    | Liga MX    | 39         | 3          | —     | —     | —              | —              | 39     | 3      |
| 2012/13 | Club Tigres    | Liga MX    | 31         | 0          | —     | —     | 2              | 0              | 33     | 0      |
| 2013/14 | Club Tigres    | Liga MX    | 2          | 0          | 1     | 0     | —              | —              | 3      | 0      |
| 2014/15 | → Club Tijuana | Liga MX    | 15         | 0          | 2     | 0     | —              | —              | 17     | 0      |
| 2014/15 | Club Tigres    | Liga MX    | 9          | 0          | 0     | 0     | —              | —              | 9      | 0      |
| 2015/16 | Club Tigres    | Liga MX    | 38         | 0          | 1     | 0     | 5              | 0              | 44     | 0      |
| 2016/17 | Club Tigres    | Liga MX    | 9          | 0          | 1     | 0     | 2              | 0              | 12     | 0      |
| 2017/18 | Club Tigres    | Liga MX    | 11         | 0          | 2     | 0     | 2              | 0              | 15     | 0      |
| 2018/19 | Club Tigres    | Liga MX    | 5          | 0          | 5     | 0     | 2              | 0              | 12     | 0      |
| 2019/20 | → Juárez       | Liga MX    | 27         | 0          | 0     | 0     | —              | —              | 27     | 0      |
| 2020/21 | Mazatlán       | Liga MX    | 22         | 0          | 0     | 0     | —              | —              | 22     | 0      |
| Totaal  | Totaal         | Totaal     | 255        | 3          | 13    | 0     | 27             | 0              | 305    | 3      |

## Interlandcarrière
Jiménez werd in 2012 opgenomen in de Mexicaanse selectie voor de Olympische Zomerspelen in Groot-Brittannië. Hij zat de eerste twee duels op de bank, maar de laatste vier wedstrijden (de finale tegen Brazilië incluis) speelde de verdediger wel mee. Zo was hij mede verantwoordelijk voor de toernooiwinst van Mexico. Hij maakte later zijn debuut voor het Mexicaans voetbalelftal op 26 januari 2012. Op die dag werd een vriendschappelijke wedstrijd tegen Venezuela met 3–1 gewonnen. Jiménez mocht van bondscoach José Manuel de la Torre in de basis beginnen en hij speelde het gehele duel mee. De andere debutanten dit duel waren Marco Fabián en Javier Cortés.
| Interlands van Israel Jiménez voor Mexico | Interlands van Israel Jiménez voor Mexico | Interlands van Israel Jiménez voor Mexico | Interlands van Israel Jiménez voor Mexico | Interlands van Israel Jiménez voor Mexico | Interlands van Israel Jiménez voor Mexico |
| №                                         | Datum                                     | Wedstrijd                                 | Uitslag                                   | Competitie                                | Goals                                     |
| Als speler bij Club Tigres                | Als speler bij Club Tigres                | Als speler bij Club Tigres                | Als speler bij Club Tigres                | Als speler bij Club Tigres                | Als speler bij Club Tigres                |
| ----------------------------------------- | ----------------------------------------- | ----------------------------------------- | ----------------------------------------- | ----------------------------------------- | ----------------------------------------- |
| 1                                         | 25 januari 2012                           | Mexico – Venezuela                        | 3 – 1                                     | Vriendschappelijk                         |                                           |
| 2                                         | 27 mei 2012                               | Wales – Mexico                            | 0 – 2                                     | Vriendschappelijk                         |                                           |
| 3                                         | 3 juni 2012                               | Brazilië – Mexico                         | 0 – 2                                     | Vriendschappelijk                         |                                           |
| 4                                         | 7 september 2012                          | Costa Rica – Mexico                       | 0 – 2                                     | WK 2014 kwalificatie                      |                                           |
| 5                                         | 12 oktober 2012                           | Guyana – Mexico                           | 0 – 5                                     | WK 2014 kwalificatie                      |                                           |
| 6                                         | 7 juli 2013                               | Mexico – Panama                           | 1 – 2                                     | Gold Cup 2013                             |                                           |
| 7                                         | 4 september 2015                          | Mexico – Trinidad en Tobago               | 3 – 3                                     | Vriendschappelijk                         |                                           |
| 8                                         | 8 september 2015                          | Mexico – Argentinië                       | 2 – 2                                     | Vriendschappelijk                         |                                           |
| 9                                         | 13 oktober 2015                           | Mexico – Panama                           | 1 – 0                                     | Vriendschappelijk                         |                                           |
| 10                                        | 10 februari 2016                          | Mexico – Senegal                          | 2 – 0                                     | Vriendschappelijk                         |                                           |

## Erelijst
| Competitie        |             |                                                                                          |             |             |
| Competitie        | Aantal      | Jaren                                                                                    |             |             |
| Club Tigres       | Club Tigres | Club Tigres                                                                              | Club Tigres | Club Tigres |
| ----------------- | ----------- | ---------------------------------------------------------------------------------------- | ----------- | ----------- |
| Liga MX           | 5           | 2011/12 Apertura, 2015/16 Apertura, 2016/17 Apertura, 2017/18 Apertura, 2018/19 Clausura |             |             |
| Copa MX           | 1           | 2013/14 Clausura                                                                         |             |             |
| Mexico –23        |             |                                                                                          |             |             |
| Olympische Spelen | 1           | 2012                                                                                     |             |             |